# Meet Me on the Equinox
"Meet Me on the Equinox" é uma canção da banda de indie rock Death Cab for Cutie e foi lançada como primeiro single da trilha sonora oficial do filme Lua Nova. A canção foi tocada pela primeira vez em 13 de setembro durante o MTV Video Music Awards de 2009.
O video clipe foi dirigido pelo time da Walter Robot, e estrou em outubro. A canção também faz parte da trilha sonora do jogo Madden NFL 10.

## Recepção
Evan C. Jones da Billboard elogiou os riffs de guitarra e a melodia da canção e disse que a letra "transmite uma misteriosa sensualidade apropriada para esse história de amor de vampiros para adolescentes."
Peter Gason da revista Spin descreveu a canção como "a maior e mais descarado cruzamento do pop até agora por Death Cab for Cutie."

## Performance nas paradas
Em setembro de 2009, a canção entrou nos Chart de música alternativa da revista Billboard, onde chegou a posição #15.
A canção estreou na posição n° 86 no UK Singles Chart.

### Paradas musicais
| Paradas (2009)                                    | Melhor posição |
| ------------------------------------------------- | -------------- |
| Alemanha (Offizielle Deutsche Charts)             | 71             |
| Austrália (ARIA)                                  | 30             |
| Bélgica (Ultratip Bubbling Under de Flandres)     | 8              |
| Bélgica (Ultratip Bubbling Under da Valônia)      | 13             |
| Escócia (Scottish Singles Chart)                  | 85             |
| Espanha (PROMUSICAE)                              | 15             |
| Nova Zelândia (RIANZ)                             | 34             |
| Estados Unidos (Billboard Bubbling Under Hot 100) | 2              |
| Estados Unidos (Billboard Alternative Songs)      | 8              |
| Estados Unidos (Billboard Rock Songs)             | 17             |
| Estados Unidos (Billboard Heatseekers Songs)      | 10             |
| Reino Unido (UK Singles Chart)                    | 86             |